# Русская духовная миссия в Японии
Российская духовная миссия в Японии (яп. 日本ロシア正教伝道会社) — православная церковная миссия в ведении российского Святейшего синода, учреждённая правительством Российской империи в 1870 году для распространения православной христианской веры в Японии.

## История
В 1870 году император Александр II утвердил определение Святейшего Синода об учреждении Российской духовной миссии в Японии под началом архимандрита Николая (Касаткина). Уставными документами Миссии стали составленные архимандритом Николаем «Положение для Российской духовной миссии в Японии» и «Инструкция для начальника Российской духовной миссии в Японии», утверждённые определением Святейшего синода 14 мая 1871 года. Согласно «Положению», Миссия существовала «для распространения православной христианской веры в Японии», состояла «в полном распоряжении и заведовании Святейшего Синода», подчинялась по делам общеепархиальным Камчатской епархии, и образовывалась из четырёх иеромонахов (или вдовых священников) и причетника
Первоначально Миссия расположилась при Воскресенском храме в Хакодате; в 1872 году была перенесена в новую столицу страны — Токио, где вскоре была устроена крестовая церковь, а в 1891 году освящён Воскресенский собор. К 1874 году уже насчитывалось православных: в Хакодате до 300, в Токио — 85 человек; в других местах было обращено и подготовлено к крещению несколько сот японцев.
После русской революции 1917 года Миссия лишилась финансовой поддержки из России, что привело её в бедственное положение. Последним членом миссии был митрополит Сергий (Тихомиров), скончавшийся в 1945 году.
7 октября 1967 года Священный Синод Русской православной церкви официально возрождает Русскую духовную миссию в Японии и назначает её главой архимандрит Николая (Саяму) с его последующей хиротонией в сан епископа Токийского и Японского, однако с дарованием Японской церкви автономии Русская духовная миссия в Японии была вновь упразднена.

## Начальники
- Николай (Касаткин) ((1861) 1870 — 3 февраля 1912)
- Сергий (Тихомиров) (3 февраля — 19 мая 1912) в/у
- Сергий (Тихомиров) (19 мая 1912 — 10 августа 1945)

1945—1967 пресеклась
- Николай (Саяма) (10 декабря 1967 — 10 апреля 1970)